# Brian Vickers (Literaturwissenschaftler)
Sir Brian William Vickers FBA (* 13. Dezember 1937 in Cardiff) ist ein britischer Anglist, Literaturwissenschaftler und Hochschullehrer.

## Leben und Wirken
Nach seiner 1957 absolvierten Reifeprüfung an der St. Marylebone Grammar School London und der Ableistung des Militärdienstes studierte Brian Vickers Englische Literatur an der University of Cambridge (Trinity College) und erwarb hier 1962 den Bachelorgrad. Ab 1964 war er dort als wissenschaftlicher Assistent tätig und promovierte 1967 zum Ph.D. Nach einer Tätigkeit als Dozent wurde Vickers im Jahre 1972 Professor für Englische Literatur an der Universität Zürich. 1975 wechselte er an die ETH Zürich und lehrte dort bis zu seinem Eintritt in den Ruhestand 2003.
1998 wurde Vickers korrespondierendes Mitglied der British Academy. 1980/81 hatte er eine Gastprofessur an der University of Oxford (All Souls College); 1986/87 war er Stipendiat am Wissenschaftskolleg zu Berlin. 2007 wurde Vickers Mitglied der American Academy of Arts and Sciences. Im Jahre 2008 wurde er für seine wissenschaftlichen Verdienste von der britischen Königin zum Ritter geschlagen.
Vickers beschäftigt sich in seinen zahlreichen Veröffentlichungen vor allem mit der englischen Literatur der Renaissance, der Rhetorik und dem Okkultismus sowie mit William Shakespeare. Außerdem gab er Werke u. a. von Francis Bacon und Shakespeare heraus. 1977 gründete er die International Society for the History of Rhetoric, der er bis 1979 als Präsident vorstand.

## Veröffentlichungen (Auswahl)
- Francis Bacon and the Renaissance prose. Cambridge University Press, Cambridge 1968, ISBN 0-521-06709-X.
- The artistry of Shakespeare's prose. Methuen, London 1968.
- (Hrsg.): The world of Jonathan Swift. Essays for the tercentenary. Blackwell, Oxford 1968.
- (Hrsg.): Seventeenth-century prose. An anthology.  Longmans, Green and Co., London 1969.
- Classical rhetoric in English poetry. Macmillan, London 1970.
- Comparative tragedy. Bd. 1: Towards Greek tragedy. Drama, myth, society. Longman, London 1973, ISBN 0-582-50447-3.
- Die satirische Struktur von Swifts "Gullivers Reisen" und Mores "Utopia". In: Rudolf Villgradter/Friedrich Krey (Hrsg.): Der utopische Roman. Wissenschaftliche Buchgesellschaft, Darmstadt 1973, S. 126–160, ISBN 3-534-05025-8.
- (Hrsg.): Shakespeare. The critical heritage. Sieben Bände. Routledge & Kegan Paul, London 1974–1981.
- (Hrsg.): Rhetoric revaluated. Center for Medieval and Early Renaissance Studies. Binghamton, NY 1982, ISBN 0-86698-020-2.
- (Hrsg.): Occult and scientific mentalities in the Renaissance. Cambridge University Press, Cambridge 1984, ISBN 0-521-33836-0.
- (Hrsg.): Arbeit, Muße, Meditation. Betrachtungen zur Vita activa und Vita contemplativa. Verlag der Fachvereine, Zürich 1985, ISBN 3-7281-1466-9.
- (Hrsg.): English society, Bacon to Newton. Cambridge University Press, Cambridge 1987, ISBN 0-521-30408-3.
- Francis Bacon. Zwei Studien. Wagenbach, Berlin 1988, ISBN 3-8031-5103-1.
- In defence of rhetoric. Clarendon Press, Oxford 1988, ISBN 0-19-812837-1. (deutsche Übers. u.d.T.: Mächtige Worte - antike Rhetorik und europäische Literatur (= Ars rhetorica, Bd. 20). LIT, Berlin u. a. 2008, ISBN 3-8258-1191-3).
- Kritische Reaktionen auf die okkulten Wissenschaften in der Renaissance. In: Jean-François Bergier (Hrsg.): Zwischen Wahn, Glaube und Wissenschaft. Magie, Astrologie, Alchemie und Wissenschaftsgeschichte. Verlag der Fachvereine, Zürich 1988, S. 167–239, ISBN 3-7281-1488-X.
- Returning to Shakespeare. Routledge, London 1989, ISBN 0-415-03389-6.
- Appropriating Shakespeare. Yale University Press, New Haven, Conn. 1993, ISBN 0-300-05415-7.
- (Hrsg.): Francis Bacon /  [A critical edition of the major works]. Oxford University Press, Oxford 1996, ISBN 0-19-254198-6.
- (Hrsg.): English Renaissance literary criticism. Clarendon Press, Oxford 1999, ISBN 0-19-818679-7.
- "Counterfeiting" Shakespeare. Evidence, authorship, and John Ford's Funerall elegye. Cambridge University Press, Cambridge 2002, ISBN 0-521-77243-5.
- Shakespeare, co-author. A historical study of five collaborative plays. Oxford University Press, Oxford 2002, ISBN 0-19-925653-5.
- Shakespeare, A lover's complaint, and John Davies of Hereford. Cambridge University Press, Cambridge 2007, ISBN 0-521-85912-3.
- The one King Lear. Harvard University Press, Cambridge, Mass. 2016, ISBN 978-0-674-50484-4.
- Thomas Kyd. A dramatist restored. Princeton University Press, Princeton 2024, ISBN 978-0-691-21160-2.